# レフト・ブレイン
レフト・ブレイン（Left Brain、本名：Vyron Dalyan Turner、1989年12月29日 - ）は、アメリカ合衆国カリフォルニア州ロサンゼルス出身のラッパー、音楽プロデューサー、ソングライターである。
タイラー・ザ・クリエイターが率いるヒップホップグループOdd Futureの一員として、ラップ、音楽プロデュースを担当していた。また、ホッジー・ビーツらと共にMellowHypeやMellowHighとしても活動していた。

## 来歴

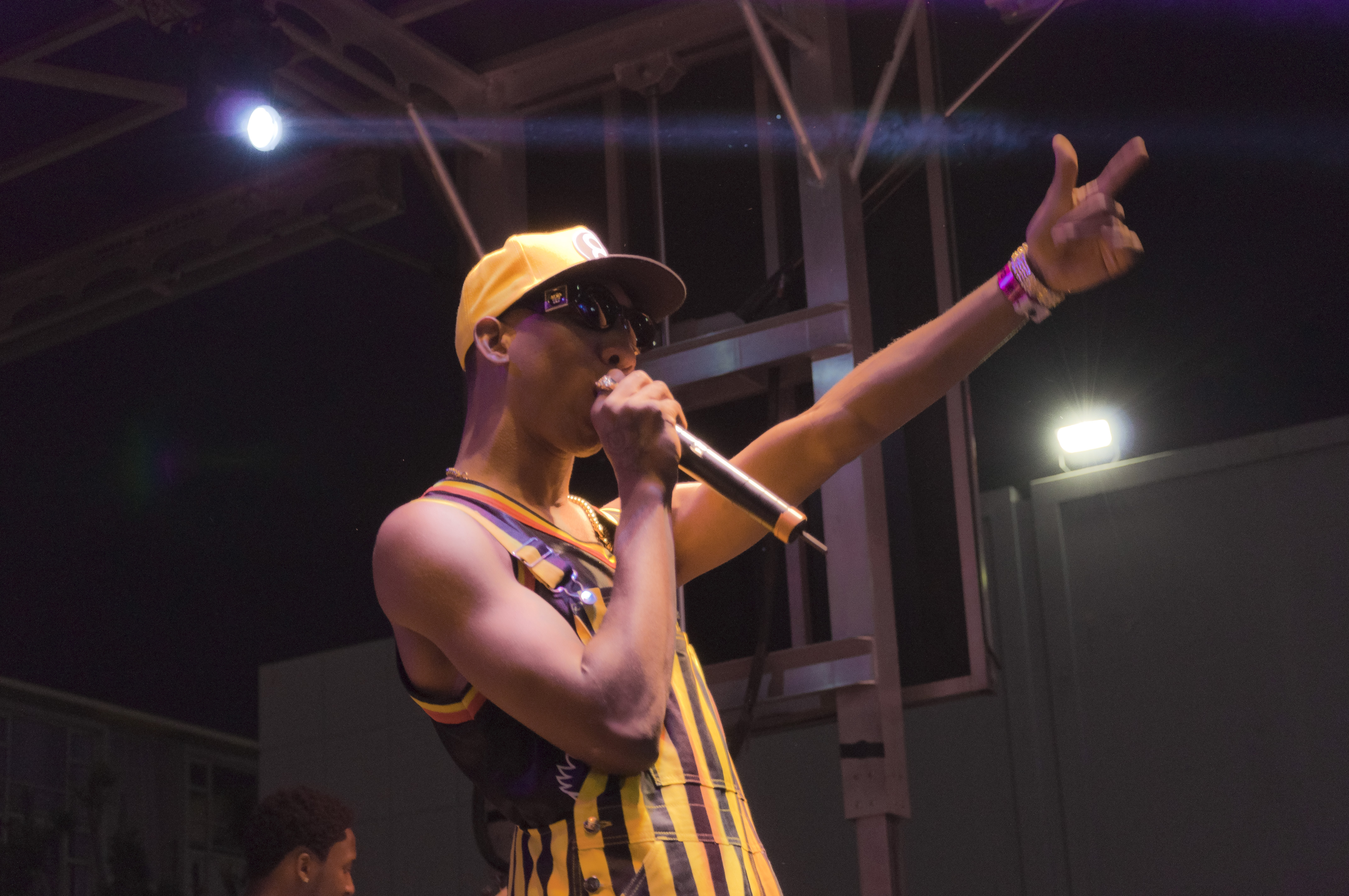
ステージに立つLeft Brain（2012年）

2007年、レフト・ブレインは、タイラー・ザ・クリエイター、ホッジー、The Super 3、Casey Veggiesと共にOdd Futureのオリジナルメンバーとして活動を開始する。
ホッジーとは2人組ラップユニットMellowHypeのメンバーとして、『YelloWhite』『BlackenedWhite』『Numbers』『INSA』の4枚のアルバムをリリースした。
2011年7月12日にリリースされたメロウハイプのアルバム『BlackenedWhite』は、全米ビルボード200にて初登場81位を記録している。

## ディスコグラフィー
メロウハイプ名義
- YelloWhite (2010)
- BlackenedWhite (2011)
- Numbers (2012)
- INSA (2014)

OFWGKT名義
- The Odd Future Tape Vol. 2 (2012)

メロウハイ名義
- MellowHigh (2013)